# Teenage Dream: The Complete Confection
Teenage Dream: The Complete Confection — переиздание третьего студийного альбома Кэти Перри Teenage Dream. Оно было выпущено 23 марта 2012 года на лейбле Capitol Records, спустя более полутора лет после выхода оригинала. Проект включает в себя оригинальный треклист альбома и дополнительные композиции — акустическая версия песни «The One That Got Away», три новые песни, два официальных ремикса и мэшап из синглов с оригинального альбома. Для записи нового материала певица сотрудничала с такими продюсерами как Трики Стюарт, Dr. Luke и Макс Мартин.
После выхода, переиздание получило в целом положительные отзывы критиков, однако был раскритикован продакшн новых композиций и вообще решение переиздать старый альбом. Благодаря этому проекту, оригинальный альбом смог значительно подняться в чартах некоторых стран, а в некоторые чарты он попал как независимый релиз. К концу 2012 года оно разошлось тиражом в один миллион копий.
Из Teenage Dream: The Complete Confection было выпущено два сингла. Лид-сингл «Part of Me» сумел дебютировать сразу на первой строчке американского чарта Billboard Hot 100, став седьмым синглом Перри, которому удалось достигнуть вершины данного чарта. Второй сингл «Wide Awake» достиг пика на второй строчке в том же чарте, став десятым синглом исполнительницы, который вошёл в топ-3 чарта. Запись получила дальнейшее продвижение благодаря живым выступлениям во время 54-й ежегодной премии «Грэмми» и премии Billboard Music Awards 2012 года, в дополнение к автобиографическому документальному фильму «Кэти Перри: Частичка Меня».

## Предпосылки
В августе 2010 года Кэти выпустила свой третий студийный альбом Teenage Dream. Во время записи альбома в она сотрудничала с такими продюсерами, как Dr. Luke и Макс Мартин. После релиза, Teenage Dream стал всемирно успешным: он дебютировал на первом месте как в американском Billboard 200, так и в британском альбомном чарте, а также успешно продавался в других странах. Проект был встречен в целом смешанными отзывами музыкальных критиков, получив средний балл 52, основанный на 19 отзывах на Metacritic, что означает «в целом смешанные или средние отзывы». После того, как синглы «California Gurls», «Teenage Dream», «Firework», «E.T.» и «Last Friday Night (T.G.I.F.)» достигли вершины американского чарта Billboard Hot 100, Teenage Dream стал вторым альбомом в истории, пять синглов с которого смогли возглавить данный чарт, после альбома Майкла Джексона Bad.
В октябре 2011 года продюсер Трики Стюарт подтвердил, что он работал с Перри над доработкой оставшегося материала с сессий записи Teenage Dream для «какого-то особенного [проекта], что она готовит». Перри официально анонсировала Teenage Dream: The Complete Confection в феврале 2012 года, описав его как «полную историю» оригинального альбома. Она добавила, что расширенный альбом будет содержать три недавно записанные песни и четыре дополнительных ремикса в дополнение к стандартному изданию оригинального альбома. «Для меня было невероятной честью повторить рекорд [Джексона] в Billboard Hot 100, но я двигаюсь вперед, и у меня осталось несколько вещей, которые нужно снять с души», — сказала она.

## История создания
В октябре 2010 года Рианна рассказала о том, что она и Перри много говорили о возможном сотрудничестве, она так же сказала: «Нам хочется войти в студию и сотворить что-нибудь для этого альбома, или может быть для его переиздания. Нам определённо хочется сделать что-нибудь вместе». В ноябре 2010 Рианна немного пролила свет на возможный дуэт, сказав: «Кэти недавно мне прислала материал для новой композиции и сказала, что хотела бы исполнить её вместе со мною. Безусловно, я согласилась! Это же моя самая любимая девочка! Да и песня просто замечательная! И уже очень скоро мы начнем её записывать! Готовьтесь!».
В марте 2011 представитель Лукаша Готвальда подтвердил, что Готвальд и Перри закончили работать над новым синглом: «Они только что нанесли последние штрихи в работе над новым синглом Кэти, который написали вместе в феврале 2011. Они хорошо потрудились и сингл получился изумительный. Он желает Кэти дальнейших успехов и надеется скоро снова поработать с ней». Также в марте в интервью для журнала More Magazine на вопрос будет ли она записывать песни о парнях, Перри ответила: «У меня уже есть несколько таких песен в альбоме. У меня есть песня, которая выходит через несколько месяцев — она имеет некоторое отношение к парню, но думаю что это слишком пикантная тема для разговора. Я бы хотела оставить это в тайне».
В октябре 2011 Кристофер Стюарт рассказал MTV, что они с Перри вернулись в студию для работы над материалом, который не вошёл в альбом Teenage Dream: «Мы с Кэти пришли в студию, чтобы обсудит некоторые вопросы, связанные с записью новых композиций. Мы планируем выпустить те записи, над которыми мы работали ещё в прошлом году, но которые не вошли в альбом Teenage Dream. Мы переслушиваем и редактируем их. Таким образом, сейчас мы находимся в процессе поиска чего-то оригинального и нового» намекая, что Teenage Dream может быть переиздан. Стюарт также добавил: «Мы всегда знали, что песни, которые мы записали особенные. К тому времени их было записано больше, чем предусмотрено договором, поэтому мы не могли добавить их в альбом. В альбоме я мог продюсировать лишь некоторые песни, и честно говоря она [Кэти] в них больше не нуждалась, вы можете определить это по успешности этого альбома, песни были безупречными». Стюарт упомянул об одной из песен под названием «Dressin' Up»: «Эта песня действительно особенная. Я думаю, что получится крутой трек. Здесь вы почувствуете Кэти как композитора и как автора песен. Она совсем не изменилась, у неё великолепный музыкальный вкус и это действительно здорово».
В январе 2012 Amazon, Best Buy, и Billboard объявили, что переиздание Teenage Dream будет выпущено 26 марта 2012 под названием Teenage Dream: The Complete Confection. Позже Billboard объявил что, если с переиздания будут выпущены синглы, которые займут первую позицию в Hot 100, они не засчитают их для побития рекорда Майкла Джексона, поскольку большинство первых номеров было выпущено с одного альбома: «По количеству синглов из одного альбома, занявших первые места чарта Hot 100, между Перри и Джексоном сохранится равенство — независимо от исполнения песен с The Complete Confection. Любая композиция выпущенная с The Complete Confection будет считаться в Hot 100 номером 1 из The Complete Confection, а не Teenage Dream».
В феврале 2012 была раскрыта обложка альбома и некоторые детали. Сообщалось, что переиздание будет включать оригинальный альбом и 3 ремикса на синглы: «E.T.» совместно с рэпером Канье Уэст, «Last Friday Night (T.G.I.F.)» с рэпером Мисси Элиот, и акустическую версию «The One That Got Away». Также в The Complete Confection будет добавлено 3 новые песни (две из которых не вошли в оригинальный альбом, включая «Part of Me» и совершенно новый трек «Wide Awake») и мегамикс, состоящий из 6 синглов альбома Teenage Dream, выполненный Томми Саншайн.
В марте 2012 в интервью для MTV было подтверждено, что песня «Dressin' Up» будет издана в альбоме Teenage Dream: The Complete Confection.

## Новый материал

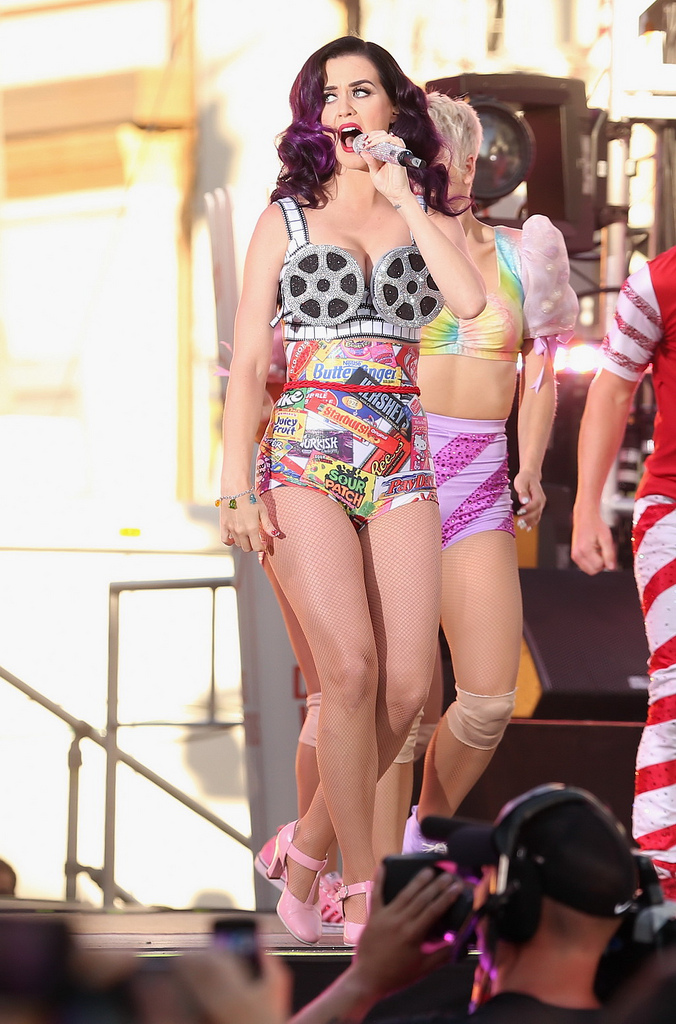
Перри исполняет «Part of Me» на премьере фильма «Кэти Перри: Частичка Меня»

Расширенный альбом начинается с двенадцати треков, включенных в стандартную версию Teenage Dream. Новый материал, который сделан специально для переиздания, начинается с акустической версии «The One That Got Away» в качестве тринадцатого трека. «Part of Me» — это мощная поп-песня, которая лирически ощущается как «гимн эмоционального расставания». Предполагалось, что песня была вдохновлена отношениями Перри с её бывшим мужем Расселом Брэндом.
«Wide Awake» — это поп-баллада в среднем темпе, которая делает уклон в электронную и танцевальную поп-музыку; в ней лирически обсуждается конец отношений, а также, как сообщается, она вдохновлена отношениями Перри и Брэнда. «Dressin' Up» — это песня в быстром темпе, записанная в жанрах танцевальный рок и техно, в которой присутствует «чрезмерно сексуальное» лирическое содержание. Семнадцатый трек — ремикс на «E.T.» с двумя новыми куплетами Канье Уэста; восемнадцатая песня — ремикс на «Last Friday Night (T.G.I.F.)» с участием Мисси Эллиот. Девятнадцатый и последний трек — «Tommie Sunshine's Megasix Smash-Up». Это мэшап, который содержит в себе элементы из шести синглов с оригинального Teenage Dream — «California Gurls», «Teenage Dream», «Firework», «E.T.», «Last Friday Night (T.G.I.F.)», и «The One That Got Away».

## Критический приём
| Оценки критиков      | Оценки критиков |
| Источник             | Оценка          |
| -------------------- | --------------- |
| Allmusic             | [ 22 ]          |
| Entertainment Weekly | B-              |

Обзоры на переиздание Teenage Dream: The Complete Confection получились в основном смешанные, некоторые из них совпадают с оценками предыдущего выпуска. Стивен Томас Эрлевайн из Allmusic дал альбому 2,5 звезды из 5, так же как и прошлому изданию. Он основывался на том, что как и в прошлом альбоме Перри хочет быть «в центре внимания». А также альбом очень походит на оригинал. Мелисса Майерс из Entertainment Weekly дала ему оценку «B-», заявив, что «Большая часть бонусного материала на Teenage Dream: The Complete Confection уже была доступна ранее, а ранее неизданные 'Wide Awake' и 'Part of Me' являются своего рода разочарованием».

## Коммерческий приём
В Соединенных Штатах Teenage Dream: The Complete Confection увеличил продажи оригинального Teenage Dream, который, вследствие этого, вновь вошёл в первую десятку чарта Billboard 200 под номером семь с продажами в 33.000 копий за неделю. Это привело к увеличению продаж на 190% по сравнению с предыдущей неделей, на которой оригинальный альбом занимал 31-е место. Аналогичная ситуация произошла в британском альбомном чарте, где переиздание помогло Teenage Dream подняться с 34-го места до шестого после выхода первого. The Complete Confection достигло второго места в официальном музыкальном чарте Новой Зеландии, чему способствовали совместные продажи двух версий.
В других чартах The Complete Confection присутствовал как независимый релиз. В Европе альбом соответственно достиг 14-го и 29-го мест в чартах бельгийской Фландрии и Валлонии, которые относятся к чарту Ultratop. Он также занял четвертое место во французском альбомном чарте и 18-е место в финском чарте. Проект был менее успешным в голландском и шведском чартах, где он достиг соответственно 44 и 48 мест. В Океании он достиг пятого места в австралийском чарте ARIA. По данным Международная федерация производителей фонограмм (IFPI), альбом стал 50-м самым продаваемым релизом 2012 года, разойдясь тиражом в один миллион проданных копий.

## Продвижение
Сингл «Part of Me», продюсерами которого были Лукаш Готвальд и Макс Мартин, был выпущен Capitol Records как главный сингл с переиздания, который поступил в интернет продажу и радиоротацию 13 февраля 2012 года. Сингл стал 20-м в истории чарта Billboard Hot 100 дебютировав в нём под номером 1. Это седьмой по счету сингл Перри, занявший первую строчку в чарте. На момент 2017 года, сингл получил четвёртую платиновую сертификацию RIAA за продажи в четыре миллиона копий. За пределами США, сингл возглавил чарт Новой Зеландии и получил умеренный успех в других странах. Перри выступила с песней на премии Грэмми в 2012 году.
22 мая 2012 года вышел второй и последний сингл из переиздания альбома — песня Wide Awake. Сингл достиг второй строчки в чарте США. В других странах он имел умеренный успех. Кэти исполнила песню на премии Billboard Music Awards 2012. Песня была номинирована на премию Грэмми 2013 года, в номинации «Лучшее сольное поп-исполнение», однако уступила победу «Set Fire to the Rain» певицы Адель.
The Complete Confection получило дополнительное продвижение с помощью фильма «Кэти Перри: Частичка Меня». После выхода фильма, продажи переиздания и оригинального альбома резко выросли, и позволили Teenage Dream подняться с 21-й на вторую строчку чарта Billboard 200. В одну из копий переиздания в США и Канаде был положен золотой билет на премьеру фильма.

## Награды и номинации
| Премия                        | Категория                           | Работа       | Результат | Ист.   |
| ----------------------------- | ----------------------------------- | ------------ | --------- | ------ |
| ASCAP Music Awards            | Самая исполняемая песня             | «Part of Me» | Победа    | [ 46 ] |
| ASCAP Music Awards            | Самая исполняемая песня             | «Wide Awake» | Победа    | [ 46 ] |
| ASCAP Music Awards            | Самая исполняемая песня             | «Wide Awake» | Победа    | [ 47 ] |
| 55th Annual Grammy Awards     | Лучшее сольное поп-исполнение       | «Wide Awake» | Номинация | [ 48 ] |
| 2012 MTV Europe Music Awards  | Лучшее видео                        | «Wide Awake» | Номинация | [ 49 ] |
| MTV Video Music Awards        | Видео года                          | «Wide Awake» | Номинация | [ 50 ] |
| MTV Video Music Awards        | Лучшие визуальные эффекты           | «Wide Awake» | Номинация | [ 50 ] |
| MTV Video Music Awards        | Лучшая художественная работа        | «Wide Awake» | Победа    | [ 50 ] |
| MTV Video Music Awards        | Лучшее женское видео                | «Part of Me» | Номинация | [ 50 ] |
| Music Video Production Awards | Лучшее поп-видео                    | «Wide Awake» | Победа    | [ 51 ] |
| Music Video Production Awards | Лучшая режиссура женщиной-артисткой | «Wide Awake» | Номинация | [ 51 ] |
| Myx Music Awards              | Лучшее международное видео          | «Part of Me» | Номинация | [ 52 ] |
| 39th People's Choice Awards   | Любимый видеоклип                   | «Part of Me» | Победа    | [ 53 ] |
| Radio Disney Music Awards     | Лучшая песня о расставании          | «Wide Awake» | Номинация | [ 54 ] |
| Teen Choice Awards            | Выбор музыки: Сингл исполнительницы | «Part of Me» | Номинация | [ 55 ] |
| Teen Choice Awards            | Лучшая песня о расставании          | «Wide Awake» | Номинация | [ 55 ] |

## Список композиций
| №                   | Название                                                   | Автор(ы)                                                                                   | Продюсер(ы) | Длительность |
| ------------------- | ---------------------------------------------------------- | ------------------------------------------------------------------------------------------ | --- | ------------ |
| 1.                  | «Teenage Dream»                                            | Кэти Перри, Лукаш Гоотвальд, Макс Мартин, Бенджамин Левин, Bonnie McKee                    | Dr. Luke, Бенни Бланко, Макс Мартин                                                                                | 3:47         |
| 2.                  | «Last Friday Night (T.G.I.F.)»                             | Перри, Gottwald, Мартин, McKee                                                             | Dr. Luke, Макс Мартин                                                                                              | 3:50         |
| 3.                  | «California Gurls» (при участии Снуп Догга)                | Перри, Calvin Broadus, Мартин, Gottwald, McKee                                             | Dr. Luke, Бенни Бланко, Макс Мартин                                                                                | 3:55         |
| 4.                  | «Firework»                                                 | Перри, Tor Erik Hermansen, Mikkel Storleer Eriksen, Сэнди Ви, Эстер Дин                    | Stargate, Сэнди Ви                                                                                                 | 3:48         |
| 5.                  | «Peacock»                                                  | Перри, Hermansen, Eriksen, Дин                                                             | Stargate | 3:51         |
| 6.                  | «Circle the Drain»                                         | Перри, Кристофер Стюард, Monte Neuble                                                      | C. "Tricky" Stewart                                                                                                | 4:32         |
| 7.                  | «The One That Got Away»                                    | Перри, Gottwald, Мартин                                                                    | Dr. Luke, Макс Мартин                                                                                              | 3:47         |
| 8.                  | «E.T»                                                      | Перри, Gottwald, Мартин, Joshua Coleman                                                    | Dr. Luke, Ammo, Макс Мартин                                                                                        | 3:26         |
| 9.                  | «Who Am I Living For?»                                     | Перри, C. Stewart, Neuble, Brian Thomas                                                    | C. "Tricky" Stewart                                                                                                | 4:08         |
| 10.                 | «Pearl»                                                    | Перри, Greg Wells                                                                          | Грег Уэллс | 4:08         |
| 11.                 | «Hummingbird Heartbeat»                                    | Перри, Greg Stewart, Stacy Barthe, Neuble                                                  | C. "Tricky" Stewart                                                                                                | 3:32         |
| 12.                 | «Not Like the Movies»                                      | Перри, Уэллс                                                                               | Грег Уэллс | 4:01         |
| 13.                 | «The One That Got Away» (Aкустика)                         | Перри, Гоотвальд, Мартин                                                                   | Джон Брайон | 4:19         |
| 14.                 | «Part of Me»                                               | Перри, McKee, Gottwald, Мартин, Генри Уолтер                                               | Dr. Luke, Мартин, Cirkut                                                                                           | 3:35         |
| 15.                 | «Wide Awake»                                               | Перри, Мартин, Gottwald, McKee, Уолтер                                                     | Dr. Luke, Cirkut                                                                                                   | 3:41         |
| 16.                 | «Dressin' Up»                                              | Перри, Matt Thiessen, C. Stewart, Monte Neuble                                             | C. Stewart | 3:44         |
| 17.                 | «E.T.» (при участии Канье Уэста)                           | Перри, Гоотвальд, Мартин, Joshua Coleman, Kanye West                                       | Dr. Luke, Ammo, Мартин                                                                                             | 3:50         |
| 18.                 | «Last Friday Night (T.G.I.F.)» (при участии Мисси Эллиотт) | Перри, Gottwald, Мартин, McKee, Melissa Elliott                                            | Dr. Luke, Мартин (ремикс Лукаш Гоотвальд и Генри Уолтер)                                                           | 3:58         |
| 19.                 | «Tommie Sunshine's Megasix Smash-Up»                       | Перри, Гоотвальд, Мартин, Левин, McKee, Broadus, Hermansen, Eriksen, Wilhelm, Дин, Coleman | Gottwald, Levin, Мартин, Stargate, Wilhelm (аранжировка и продюсирование ремикса Thomas Lorello для Brooklyn Fire) | 7:03         |
| Общая длительность: | Общая длительность:                                        | Общая длительность:                                                                        | Общая длительность:                                                                                                | 46:51        |

Примечания
- Трек «Tommie Sunshine’s Megasix Smash-Up» содержит элементы: «California Gurls», «Teenage Dream», «Firework», «E.T», «Last Friday Night (T.G.I.F.)», и «The One That Got Away».
- В японском издании отсутствуют треки 18 и 19[56].

## Чарты и сертификации
| Чарт (2012)                         | Высшая позиция |
| ----------------------------------- | -------------- |
| Австралия (ARIA)                    | 5              |
| Бельгия/Фландрия (Ultratop)         | 14             |
| Бельгия/Валлония (Ultratop)         | 29             |
| Нидерланды (Album Top 100)          | 44             |
| Финляндия (Suomen virallinen lista) | 18             |
| Франция (SNEP)                      | 14             |
| Новая Зеландия (RMNZ)               | 2              |
| Швеция (Sverigetopplistan)          | 47             |
| Великобритания (UK Albums Chart)    | 6              |
| США (Billboard 200)                 | 7              |

| Чарт (2012)           | Позиция |
| --------------------- | ------- |
| Австралия (ARIA)      | 27      |
| Францмя (SNEP)        | 96      |
| Новая Зеландия (RMNZ) | 22      |
| Чарт (2013)           | Позиция |
| Австралия (ARIA)      | 89      |
| Чарт (2014)           | Позиция |
| Австралия (ARIA)      | 95      |
| Чарт (2020)           | Позиция |
| Австралия (ARIA)      | 74      |

### Сертификации
| Регион                                                                      | Сертификация  | Продажи |
| --------------------------------------------------------------------------- | ------------- | ------- |
| Австралия (ARIA)                                                            | 6× Платиновый | 420 000 |
| Дания (IFPI Danmark)                                                        | Платиновый    | 20 000  |
| Данные о продажах + прослушиваниях приведены только на основе сертификации. |               |         |

## История релиза
| Регион         | Дата             | Формат                              | Лейбл        | Ист.   |
| -------------- | ---------------- | ----------------------------------- | ------------ | ------ |
| Германия       | март 23, 2012    | CD цифровая загрузка                | Capitol      | [ 75 ] |
| Канада         | март 26, 2012    | CD цифровая загрузка                | Capitol      | [ 76 ] |
| Март           | март 26, 2012    | CD цифровая загрузка                | Capitol      | [ 77 ] |
| Великобритания | март 26, 2012    | CD цифровая загрузка                | Capitol      | [ 78 ] |
| США            | март 26, 2012    | CD цифровая загрузка                | Capitol      | [ 79 ] |
| Гонконг        | март 27, 2012    | CD цифровая загрузка                | EMI          | [ 80 ] |
| Тайвань        | март 30, 2012    | CD цифровая загрузка                | Gold Typhoon | [ 81 ] |
| Колумбия       | апрель 2, 2012   | CD цифровая загрузка                | EMI          | [ 82 ] |
| США            | сентябрь 9, 2020 | LP (эксклюзив для Urban Outfitters) | Capitol      | [ 83 ] |